# Neopontonides beaufortensis
Neopontonides beaufortensis is een garnalensoort uit de familie van de Palaemonidae. De wetenschappelijke naam van de soort is voor het eerst geldig gepubliceerd in 1920 door Borradaile.